# La Rabouilleuse
La Rabouilleuse é um romance de 1842 do escritor francês Honoré de Balzac incluído nas "Cenas da Vida Provinciana" de sua Comédia Humana. Publicado inicialmente com o título Un ménage de garçon (que deu origem ao título em português Um Conchego de Solteirão), recebeu seu título definitivo, La Rabouilleuse (A Gapuiadora) na edição Furne de 1843. O romance descreve um conflito de dimensões bíblicas, como o de Esaú e Jacó, entre dois irmãos com personalidades diametralmente opostas e destinos divergentes. 
"A Gapuiadora" é o apelido que a população de Issoudun deu a Flora Brazier. Trata-se de um termo regional (em francês) para alguém que revolve com um galho a água dum riacho para capturar caranguejos, que era o que a menina Flora estava fazendo, ajudando o tio a pescar, quando foi avistada por Rouget e convidada para morar em sua mansão.
"A crítica moderna é unânime em reconhecer em Um Conchego de Solteirão uma das obras mestras de Balzac." É o único romance de Balzac incluído na lista de The Guardian dos cem melhores romances de todos os tempos.

## Resumo
A ação se estende ao longo do tempo, já que começa em 1792 com a apresentação do pai e avô dos personagens principais, o Dr. Rouget, morador da cidade de Issoudun, e termina em 1830. 
O Dr. Rouget, maligno e tirânico, aproveitou-se da Revolução Francesa para enriquecer. Ele também se casou com a primogênita da família Descoings, comerciantes enriquecidos mediante a compra de bens nacionais (propriedades confiscadas durante a Revolução), como muitos personagens da Comédia Humana (ver  Eugénie Grandet). Ao morrer em 1805, ele dispõe de uma grande fortuna que legou quase inteiramente a seu filho Jean-Jacques (João-Jaques na edição brasileira organizada por Paulo Rónai), deserdando a filha Agatha (Ágata), que emigrou para Paris. 
Esta casou-se com Bridau, funcionário íntegro e honesto, que dedica sua vida a Napoleão. Com a morte de seu marido, Ágata Bridau se encontra sozinha, com poucos recursos para criar seus dois filhos Philip (Felipe) e Joseph (José). 
Felipe, militar de coração, é a alegria de sua mãe, enquanto o caçula José, o futuro grande pintor, a desanima. Infelizmente, inútil fora dos campos de batalha, Felipe se recusará a servir os Bourbons, após a queda de Napoleão. Uma viagem aos Estados Unidos torna-o violento, beberrão, mentiroso e ladrão. 
No auge de seus problemas financeiros, eles descobrem que seu tio materno, João-Jaques, está sob o domínio de uma jovem e bonita camponesa recolhida pelo seu pai, Flore (Flora) Brazier, conhecida como a "Gapuiadora". Como João-Jaques não teve filhos, Ágata e José viajam para Issoudun para tentar recuperar parte da fortuna que lhes é devida. Eles falharão por causa da ingenuidade e fugirão de Issoudun, José tendo sido falsamente acusado de tentativa de assassinato pelo amante da Gapuiadora. 
Felipe, agora afastado de sua mãe, tenta igualmente sua sorte, com mais sucesso. Ele mata em duelo o amante de Flora e obriga seu tio a se casar com a Gapuiadora. O tio morre logo. Felipe, por sua vez, desposa Flora. Em Paris, ele a abandona à prostituição, decadência e morte. Agora no controle de uma considerável fortuna depois de ter sido vagabundo, dá-se bem no mundo, recebe um título de conde, sem dar qualquer dinheiro para salvar sua mãe doente. No entanto, ele não consegue prever as mudanças políticas e tem que partir para a Argélia, onde é morto. A fortuna do pai Rouget finalmente retorna para José, agora um artista reconhecido.